# Transparency Maroc
Transparency Maroc est une association marocaine créée 6 janvier 1996 et reconnue d'utilité publique le 11 juin 2009 .  Elle adhère aux principes contenus dans la charte de Transparency International, organisation internationale qui s'est donné comme objectif de lutter contre la corruption à travers le monde. 

## Actions

### Principales actions
Transparency Maroc émet régulièrement des propositions sur les projets de lois du gouvernement marocain.
Chaque année, l'association publie un rapport sur la corruption au Maroc.
Transparency Maroc gère également un service de dénonciation de la corruption (CAJAC) dans deux villes du Royaume (Fès, Rabat).

### Interdictions

#### Interdiction de réunion
En janvier 2011, l'association souhaite organiser une remise de prix de l'intégrité au club des avocats de Rabat. 
Le Wali de Rabat tente de faire pression sur le barreau de Rabat. Lorsqu'il échoue, le Wali ordonne ensuite une interdiction pour "raisons de sécurité" . L'association condamne une tentative d'intimidation et une atteinte aux libertés publiques .

#### Affaire des affiches
En 2013, l'association souhaite publier des affiches avec marqué dessus "non à la corruption" .
Un haut responsable de la Wilaya de Rabat ordonne de lacérer et de déchirer toutes les affiches . 
Des messages anti-corruption posés sur les autobus sont également arrachés. La Wilaya se mue dans le silence et refuse de fournir la moindre explication ,. L'association est scandalisée et dénonce une censure arbitraire pour protéger les corrompus . 